# Kuwayamaea sergeji
Kuwayamaea sergeji är en insektsart som beskrevs av Andrej Vasiljevitj Gorochov 2001. Kuwayamaea sergeji ingår i släktet Kuwayamaea och familjen vårtbitare. Inga underarter finns listade i Catalogue of Life.